# Valerianos
Valerianos (em grego: Βαλεριάνος) é um assentamento na ilha de Cefalônia, Grécia. 
Está localizada ao sul de Sami, cerca de 30 km a oeste de Poros e cerca de 24 km a leste de Argostoli. 
É a cidade natal de Juan de Fuca (1536–1602), explorador grego a serviço do rei da Espanha, Filipe II.